# Pardosa diuturna
Pardosa diuturna là một loài nhện trong họ Lycosidae.
Loài này thuộc chi Pardosa. Pardosa diuturna được Irving Fox miêu tả năm 1937.
De soort phân bố ở Alaska và staat op de rode lijst van de IUCN als kwetsbaar.